# Cyanograucalus azureus
Cyanograucalus azureus là một loài chim trong họ Campephagidae.
Nó được tìm thấy ở châu Phi, từ Sierra Leone, đông nam Guinea về phía đông, không liên tục, tới nam Ghana và tây Togo (hiếm gặp), nam Nigeria và tây nam Cameroon, về phía nam tới Gabon, tây nam Congo (Mayombe) và tây bắc Angola cận kề (Cabinda); cũng gặp ở tây nam Cộng hòa Trung Phi và bắc, đông và trung Cộng hòa Dân chủ Congo và tây nam Uganda.
Môi trường sống tự nhiên của nó là rừng khô hay rừng đất thấp ẩm ướt nhiệt đới hay cận nhiệt đới. Dài khoảng 21 xentimét (8,3 in); cân nặng 43–51 g. Chim trống có bộ lông màu xanh lam bóng mượt, ngoại trừ phần trán, khu vực trước mắt và dải lông trên mắt có màu đen. Thức ăn của nó chủ yếu là sâu bướm (Lepidoptera) và châu chấu (Orthoptera), mối (Isoptera), bọ cánh cứng (Coleoptera), ốc sên. Mùa sinh sản chủ yếu từ tháng 11 tới tháng 3 năm sau, khi lượng mưa tương đối thấp.
Tên gọi trong tiếng Anh của nó là blue cuckooshrike (phường chèo lam).